# Universal Wrestling Federation (Bill Watts)
La Universal Wrestling Federation, propiedad de Bill Watts, fue la evolución de la Mid-South Wrestling a nivel nacional en 1986. Fue un intento fallido y en 1987 Watts vendería la compañía a Jim Crockett Promotions para pasar a formar parte de la que posteriormente sería conocida como World Championship Wrestling.
La promoción comenzó como un territorio de la National Wrestling Association conocido como NWA Tri-State, fundado en los años 50 por Leroy McGuirk. Tri-State organizaba eventos en Oklahoma, Arkansas, Luisiana y Misisipi. En 1979, Watts compró la empresa a McGuirk, renombrándola como Mid-South Wrestling.

## Estrellas de la UWF y Mid-South Wrestling
| - "Gentleman" Chris Adams - Toni Adams - Skandor Akbar - Black Bart - Matt Borne - Leroy Brown - King Kong Bundy - Wendell Cooley - Dark Journey - Ted DiBiase - Shane Douglas - Hacksaw Jim Duggan - Fantastics (Bobby Fulton & Tommy Rogers) - Fabulous Freebirds (Michael Hayes, Terry Gordy & Buddy Roberts) - Mick Foley (como Cactus Jack) - Eddie Gilbert - Chavo Guerrero, Sr. | - Hector Guerrero - Missy Hyatt - The Iron Sheik - Bill Irwin - Scott Irwin (también como Super Destroyer) - The Jive Tones (Pez Whatley & Tiger Conway) - Junkyard Dog - Kamala - Krusher Khruschev - Killer Karl Kox - Ivan & Nikita Koloff - Kortsia Korchenko - Ernie Ladd - "Nature Boy" Buddy Landel - Lightning Express (Brad Armstrong & Tim Horner) - Magnum T.A. - The Midnight Express (Bobby Eaton & Dennis Condrey) - The Missing Link | - Dick Murdoch - Jim Neidhart - One Man Gang - Paul Orndorff - King Parsons - Boyd Pearce - Al Perez - David Peterson - Butch Reed - Dusty Rhodes - Jake Roberts - Col. Buck Robley - Big Bubba Rogers - Rock 'N Roll Express (Ricky Morton & Robert Gibson) - Jim Ross - Brett Sawyer - Buzz Sawyer | - The Sheepherders (Butch Miller & Luke Williams) - Dick Slater - Rick Steiner - Sting - Sunshine - Frank Dusek - John Tatum - Terry Taylor - Jack Victory - Nikolai Volkoff - Koko Ware - Bill Watts - The Wild Samoans - "Dr. Death" Steve Williams - Barry Windham - "Gorgeous" Gary Young - "Blade Runner" Rock - Cowboy Bob Orton - The Boogie Woogie Man Jimmy Valiant |

- Datos: Q4520528